# Chrysopa polyphlebia
Chrysopa polyphlebia is een insect uit de familie van de gaasvliegen (Chrysopidae), die tot de orde netvleugeligen (Neuroptera) behoort. 
Chrysopa polyphlebia is voor het eerst wetenschappelijk beschreven door Navás in 1914.